# Huang Shan
Huang Shan (chinesisch 黃山 / 黄山, Pinyin Huáng Shān – „Gelbe Berge“) ist ein Gebirge im Verwaltungsgebiet der bezirksfreien Stadt Huangshan in der Provinz Anhui im Süden der Volksrepublik China.
Huang Shan bedeckt eine Fläche von 154 km² und es gibt 72 Gipfel, von denen der höchste, der Lotosblütengipfel (蓮花峰 / 莲花峰,  Liánhuāfēng), 1864 m über dem Meeresspiegel erreicht. Es gehört zu den fünf berühmtesten Gebirgen Chinas und ist der Idealtyp, wie ihn chinesische Maler seit Jahrhunderten darstellen: steil aufragende Felsen mit bizarren Formen, im Fels wachsende, knorrige Kiefern und Wolkenmeere. Huang Shan zählt deshalb zu den wichtigsten touristischen Zielen, vor allem für chinesische Besucher. 1990 wurde es zum Weltnaturerbe und Weltkulturerbe der UNESCO erklärt. Bei der UNESCO ist das Gebirge unter dem Namen Mount Huangshan registriert.
In dieser Landschaft mit teilweise senkrecht abfallenden Berghängen sind die Wanderwege sehr gut ausgebaut; die Wege bestehen im Wesentlichen aus breiten Betontreppen. Diese Treppen werden auch von Lastenträgern genutzt, die die Berghotels mit Lebensmitteln und anderen Waren (z. B. Gasflaschen, Fernsehern, Zementsäcken) versorgen. Der Materialtransport erfolgt vollständig über die Treppen, obwohl es mehrere Seilbahnen zu den Hotels gibt – diese werden aber nur für den Personentransport verwendet.
Huang Shan diente als Vorbild für die (teilweise schwebenden) Hallelujah-Berge im Film Avatar – Aufbruch nach Pandora.

Huang Shan
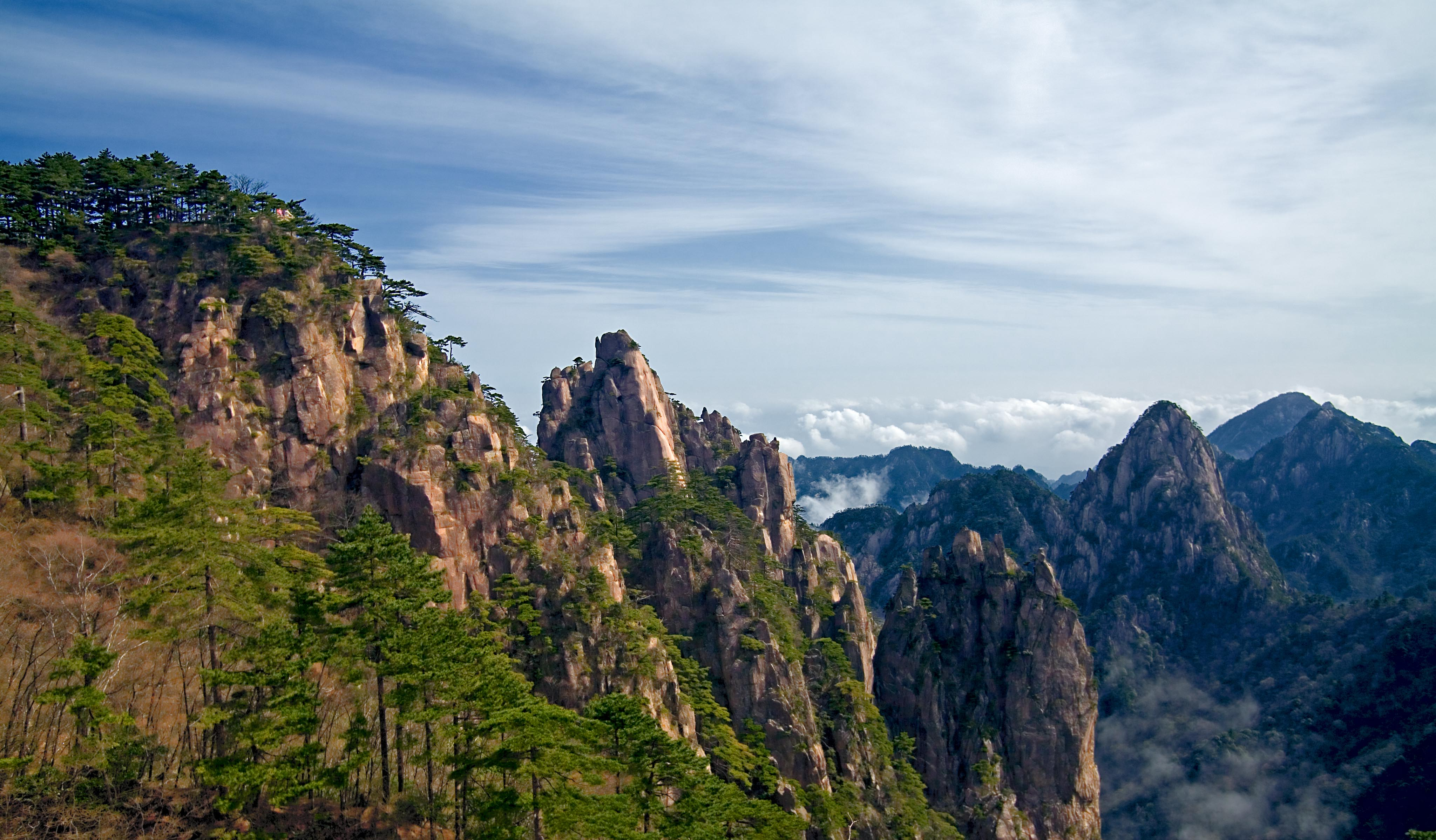
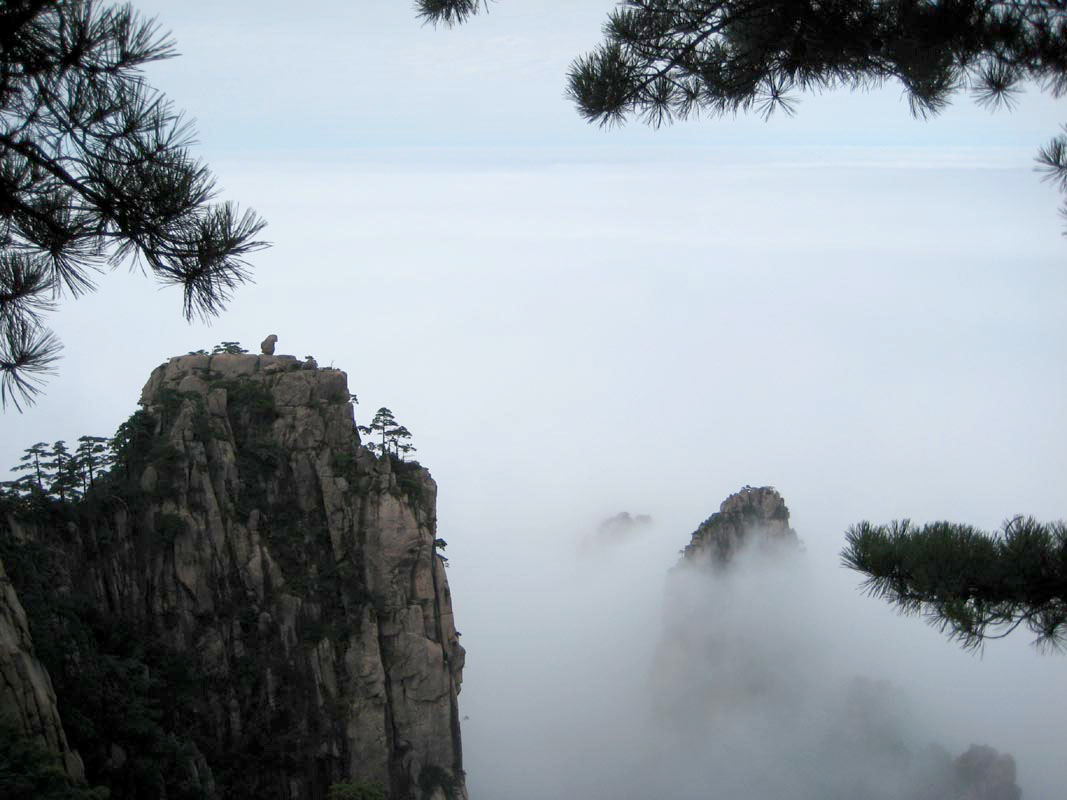
"Monkey gazing at the sea of clouds"
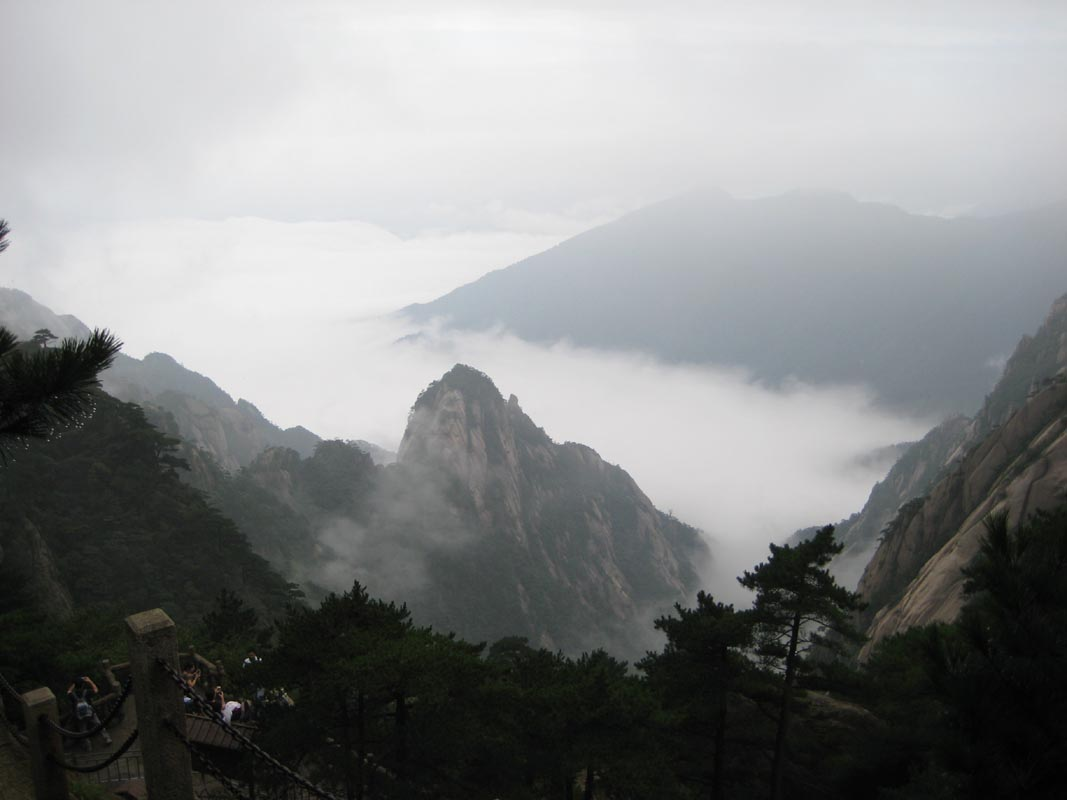
Wolkenmeer im Tal
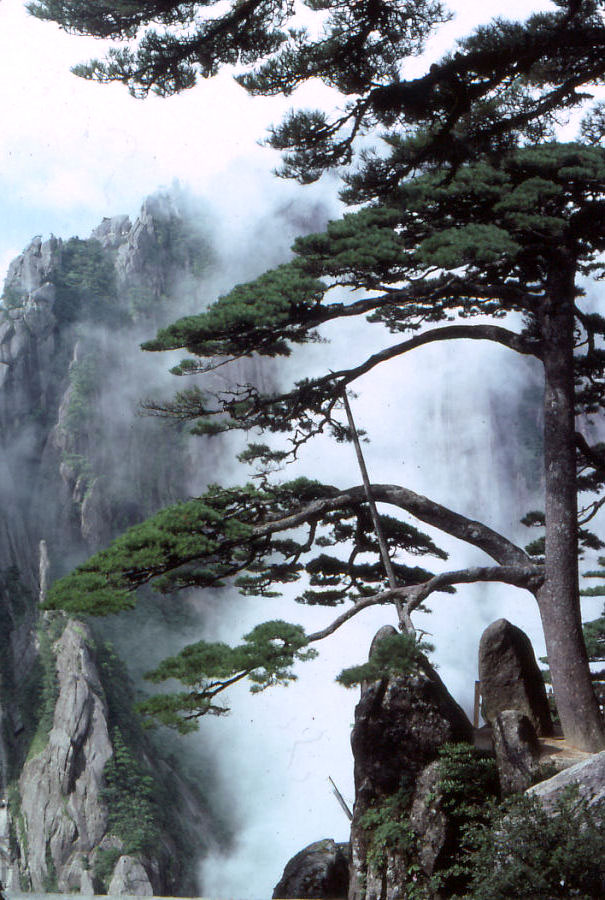
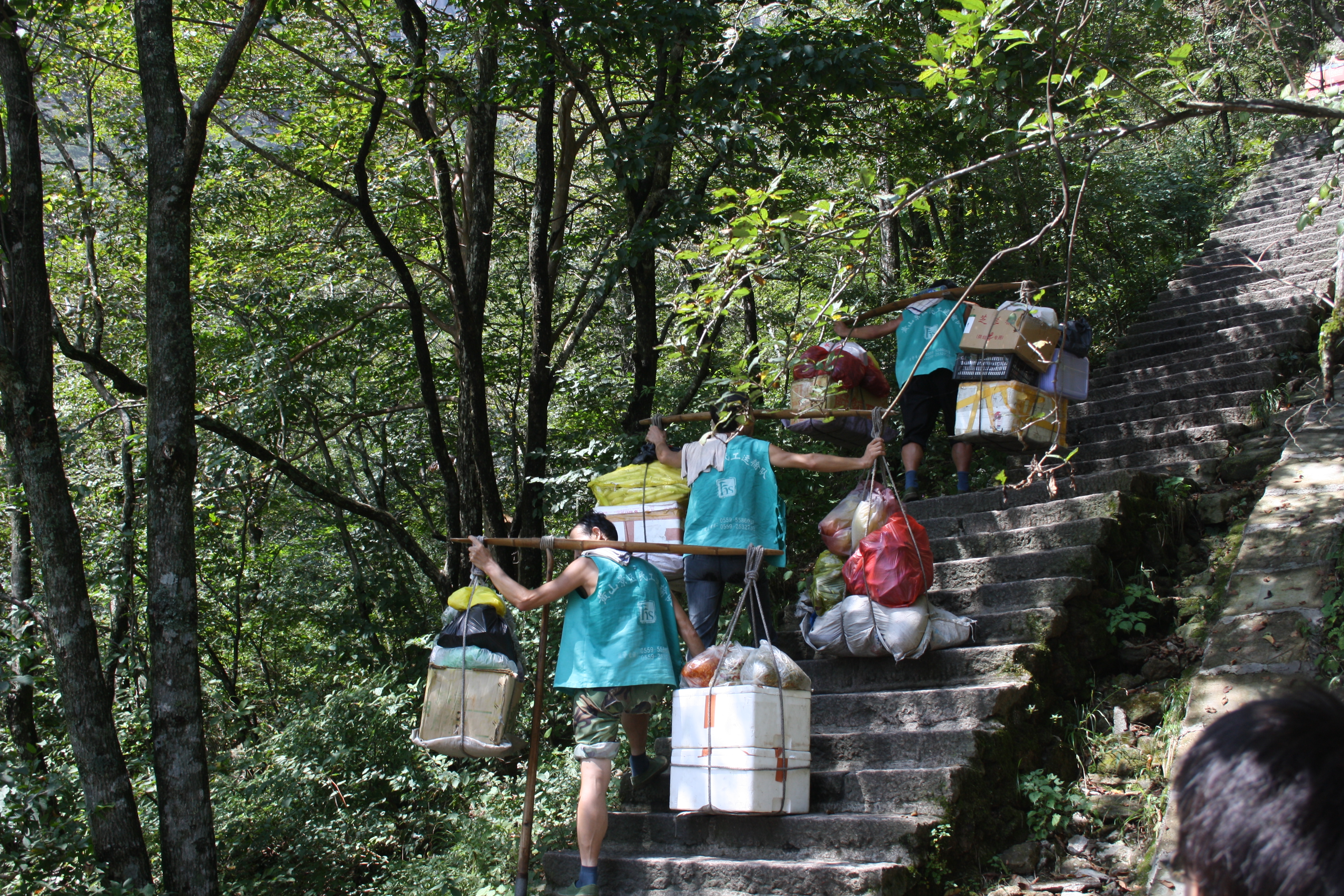
Lastenträger trotz Seilbahn
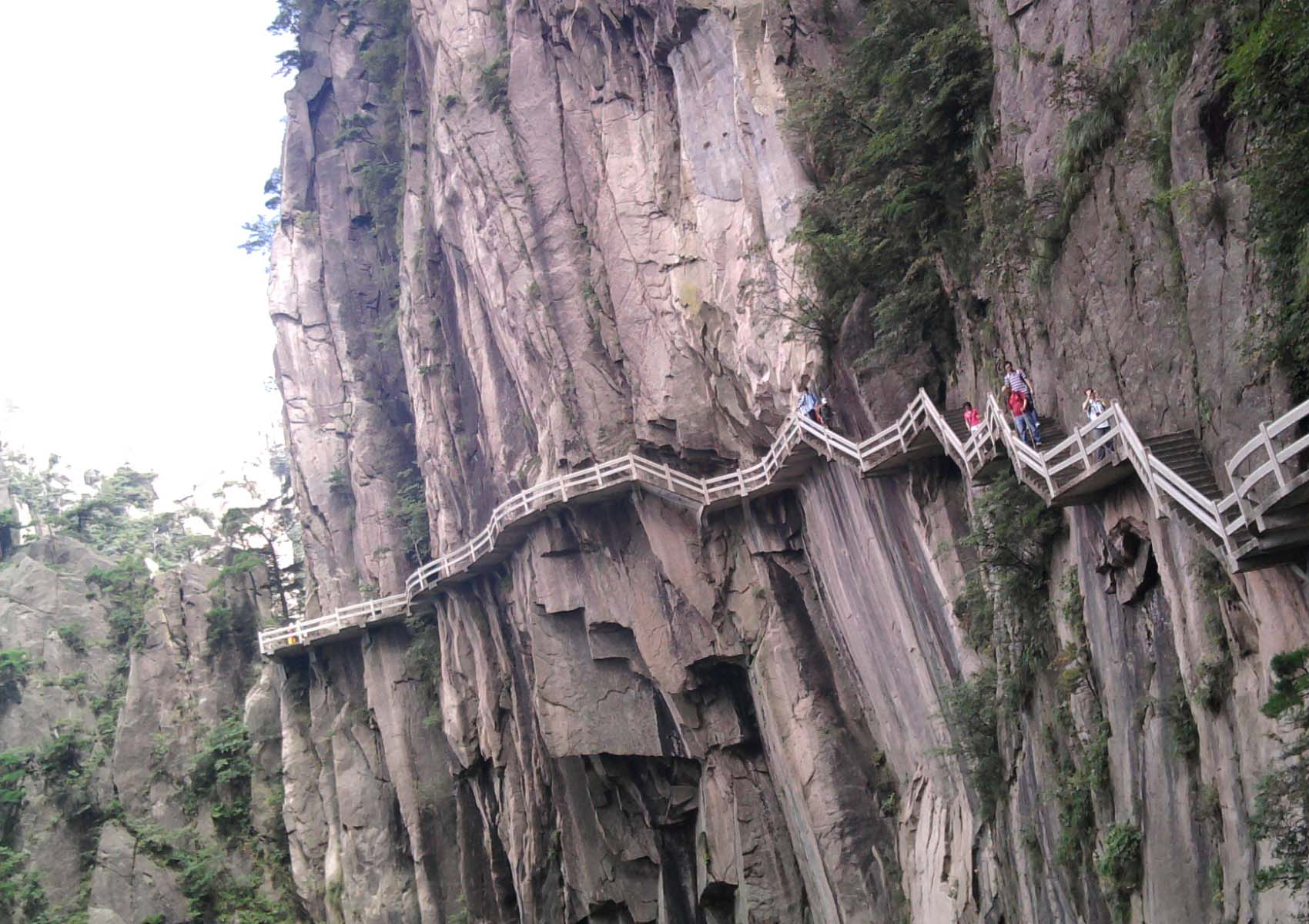
Touristentreppen im Huang Shan
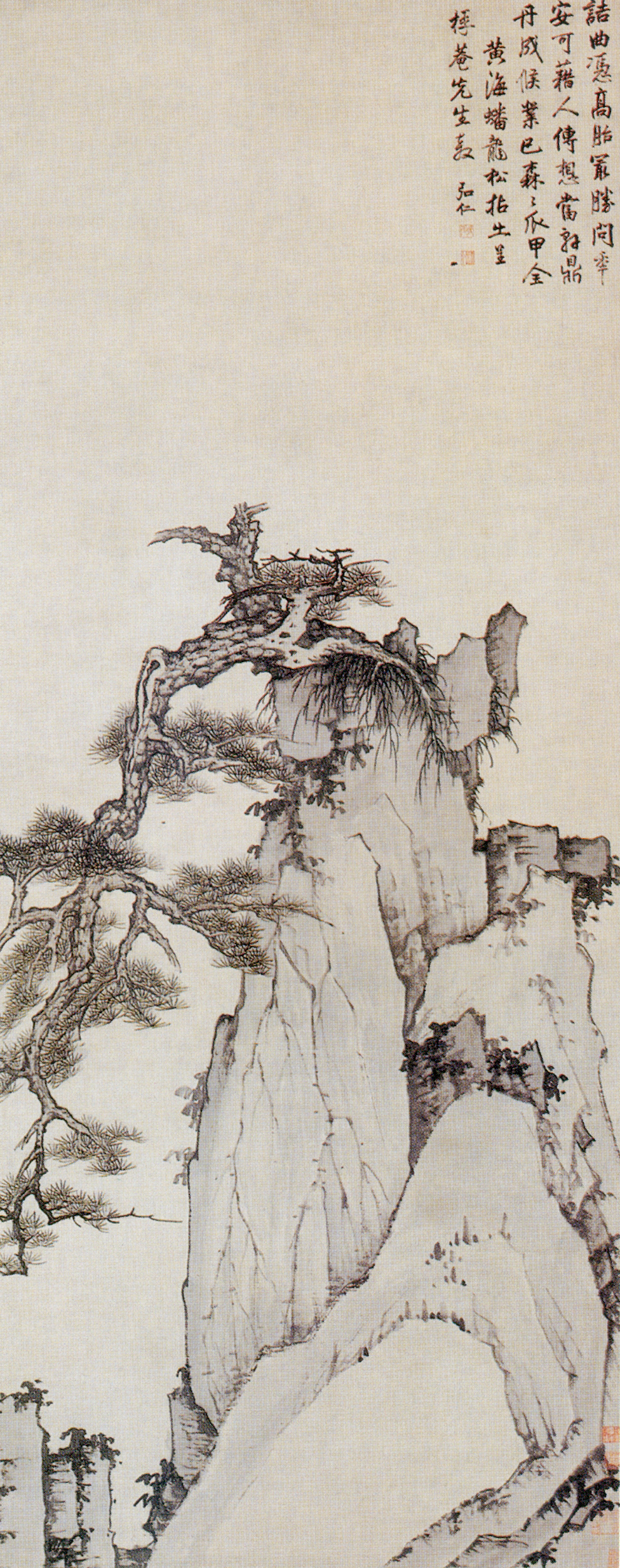
Darstellung von Huang-Shan in der chinesischen Kunst